# Phép toán hai ngôi
Trong toán học, phép toán hai ngôi hay phép toán nhị nguyên là một phép toán sử dụng hai biến đầu vào và cho ra một kết quả. Các biến và kết quả đều thuộc một tập hợp. Cụ thể, một phép toán hai ngôi trên tập hợp S là một ánh xạ tích Đề các S × S vào S:
{\displaystyle f:S\times S\rightarrow S.}
Theo định nghĩa này, phép toán hai ngôi tự động thỏa mãn tính chất đóng. Phép toán hai ngôi còn được gọi là luật hợp thành trong, nghĩa là kết quả của phép toán trên hai phần tử của S là phần tử của S. Điều này phân biệt với các phép toán ngoài (hay luật hợp thành ngoài), chẳng hạn phép nhân vô hướng hai vector cho kết quả là một số. Một loại phép toán khác là phép toán tác động vào hai phần tử của hai tập hợp khác nhau. Chẳng hạn phép nhân một số với một vetor.
Cũng có thể xét các phép toán một ngôi, chẳng hạn phép lấy phủ định của một mệnh đề logic, phép lấy chuyển vị của một ma trận. Theo hướng ngược lại có thể xét phép toán với n ngôi.
Một cách mở rộng hơn nữa, có thể xét các toán tử, như là một ánh xạ từ một tập con của tích Đêcac S × S vào S.
Các phép toán hai ngôi thường được ký hiệu bằng một dấu phép toán nằm giữa hai phần tử của tập hợp (như a * b, a + b, hay a · b) hơn là ở dưới dạng hàm f(a,b).

## Ví dụ
Nhiều phép toán thông thường bao gồm phép cộng, phép trừ, phép nhân, phép chia trên các tập số là các phép toán hai ngôi. Với các phép toán này, ta cần chỉ rõ tập hợp trên đó thực hiện phép toán. Chẳng hạn phép cộng và phép nhân có thể áp dụng trên tất cả các tập hợp số đã biết {\displaystyle \mathbb {N} ,\mathbb {Z} ,\mathbb {Q} ,\mathbb {I} ,\mathbb {R} ,\mathbb {C} }. Trong khi đó, phép trừ không phải luôn thực hiện được trên tập số tự nhiên {\displaystyle \mathbb {N} }, do đó không phải là phép toán hai ngôi trên {\displaystyle \mathbb {N} }. Tương tự, phép chia (đúng) không là phép toán hai ngôi trên tập số nguyên.
Các phép toán hai ngôi cũng xuất hiện nhiều trong đại số trừu tượng; chúng nằm trong định nghĩa của các cấu trúc đại số như: nhóm, phỏng nhóm, nửa nhóm, vành... Tổng quát, một magma là một tập hợp cùng với một phép toán hai ngôi trên nó.

## Tính chất
Khi nghiên cứu các cấu trúc đại số ta thường đề cập đến một số phép toán hai ngôi thỏa mãn một số điều kiện đặc biệt. Phép toán hai ngôi * trên tập hợp S được gọi là:
- có tính chất kết hợp nếu: 
{\displaystyle \forall a,b,c\in S,(a*b)*c=a*(b*c)}
- có tính chất giao hoán nếu: 
{\displaystyle \forall a,b\in S,a*b=b*a}
- có phần tử trung hòa bên trái θ thuộc S nếu:
{\displaystyle \forall a\in S,\theta *a=a}
- có phần tử trung hòa bên phải θ thuộc S nếu:
{\displaystyle \forall a\in S,a*\theta =a}

Ngoài ra, nếu trên S có hai phép toán + và * thì phép * được gọi là phân phối bên trái đối với phép + nếu
{\displaystyle \forall a,b,c\in S,a*(b+c)=(a*b)+(a*c)}
tương tự với tính phân phối bên phải.